# NGC 6330
NGC 6330 is een balkspiraalstelsel in het sterrenbeeld Hercules. Het hemelobject werd op 12 juni 1880 ontdekt door de Franse astronoom Édouard Jean-Marie Stephan.

## Synoniemen
- UGC 10776
- MCG 5-41-5
- ZWG 170.7
- IRAS 17138+2927
- PGC 59961